# José Maurício Nunes Garcia
Padre José Maurício Nunes Garcia (Rio de Janeiro, 20 september 1767 – aldaar, 18 april 1830) was een Braziliaans componist, muziekpedagoog, organist en dirigent.

## Levensloop
Garcia's ouders Apolinário Nunes Garcia en Vitória Maria da Cruz waren beiden van Europees-Zuidamerikaanse afkomst. Zijn vader overleed toen José Maurício nog jong was. Garcia groeide op bij een tante en al vroeg kwam zijn grote muzikaal talent naar voren. Een vriend van zijn tante gaf hem zijn eerste muzieklessen, maar min of meer was hij autodidact. Vanwege zijn goede stem werd hij al spoedig in kerkkoren opgenomen, waar geestelijken zich om zijn opleiding bekommerden. Verdere opleiding kreeg hij in de Sint Jacobus school, waar hij Grieks, Latijn en muziek studeerde. In 1792 ontving hij de priesterwijding. Hij was lid van de broederschap São Pedro dos Clérigos in de Sint Pieterskerk in Rio de Janeiro. In 1799 werd hij lid van de broederschap van Nossa Senhora do Rosário e São Benedito dos Homens Pretos.
Garcia richtte een muziekschool op in zijn eigen huis in de Rua das Bellas Noutes in Rio. In 1798 werd hij aangesteld als kapelmeester aan de kathedraal van Rio de Janeiro), en in 1808 als kapelmeester van koning Johan VI van Portugal, nadat het Portugese hof was uitgeweken voor het leger van Napoleonen zich in Rio de Janeiro had gevestigd. Tussen 1808 en 1811 schreef Garcia 70 composities voor koninklijke plechtigheden. Na 1811 werkte Garcia op freelance basis als componist.
Er zijn ongeveer 240 composities van Garcia bewaard gebleven, en minstens 170 andere composities zijn verloren geraakt. De meeste van zijn composities zijn kerkelijke werken, zoals de Missa da Réquiem voor Koningin Maria I van Portugal uit 1816, maar hij schreef ook enkele wereldlijke werken, zoals de Sinfonia Fúnebre (1790) en de opera Le due gemelle.

## Composities

### Werken voor orkest
- 1790 Sinfonia fúnebre
- 1803 Sinfonia tempestade
- 1803 Zemira, ouverture
- 1817 12 divertimentos

### Missen en gewijde muziek
- 1783 Tota pulchra est Maria, antífona voor sopraan solo, gemengd koor, fluit en strijkers
- 1785 Ladainha das Dores de Nossa Senhora, voor gemengd koor en orkest (of orgel)
  1. Kyrie eleison
  2. Pater de coelis
  3. Mater angustiis
  4. Turtur gemibunda
  5. Rupris constantiæ
  6. Portus naufragantium
  7. Magistra apostolorum
  8. Per lugubrem corporis
  9. Ab omni malo libera nos Domine
  10. Filia Dei
  11. Agnus Dei
- 1795 Sub tuum præsidium, antífona
- 1788 O Redemptor summe carmen, voor koor
- 1789 Pange lingua, voor koor
- 1789 Bradados de 6ª feira maior
  1. Crux fidelis
  2. Heu Domine
  3. Popule meus
  4. Sepulto Domino
  5. Vexilla Regis
- 1791 Te Deum, voor de goede aankomst van Dom Luís de Vasconcelos in Portugal
- 1793 Dies sanctificatus
- 1794 Vésperas das Dores de Nossa Senhora
- 1795 Alleluia, Alleluia
- 1795 Alleluia Specie tua
- 1797 Magnificat das Vésperas de Nossa Senhora
- 1797 Vésperas de Nossa Senhora
- 1797 Miserere para Terça-feira da Semana Santa
- 1797 Miserere para Quarta-feira da Semana Santa
- 1797 Missa para os pontificiais da Sé
- 1798 Ladainha da Novena de Nossa Senhora da Conceição
- 1798 Novena da Conceição de Nossa Senhora
- 1798 Ecce sacerdos, voor gemengd koor en orkest
- 1798 Christus factus est
- 1798 Benedicte Dominum omnes angeli ejus
- 1798 Miserere para Quarta-feira de Trevas
- 1798 Miserere para Quinta-feira Santa, voor gemengd koor, orgel en contrabas
- 1798 Christus factus est
- 1798 Tantum ergo da Novena da Conceição de Nossa Senhora
- 1798 Te Deum, voor de geboorte van de prins Dom Pedro I
- 1799 Alleluia Confitemini Domino
- 1799 Libera me
- 1799 Matinas de Natal
  1. Hodie nobis cœlorum Rex
  2. Hodie nobis de cælo pax vera
  3. Quem vidistis pastores
  4. O Magnum mysterium
  5. Beata Dei genitrix
  6. Sancta et immaculata
  7. Beata viscera Mariæ virginis
  8. Verbum caro factus est
- 1799 Missa de Réquiem
- 1799 Ofício dos defuntos
  1. Regem cui omnia vivunt
  2. Credo quod Redemptor meus vivit
  3. Qui Lazarum ressuscitatis
  4. Domine Quando veneris judicare Terram
  5. Memento mei Deus
  6. Hei mihi Domine quia peccavis
  7. Quem dicunt homines
  8. Peccantem me quotidiæ
  9. Domine secundum actum meum
  10. Libera me Domine de morte æterna
  11. Kyrie - Requiescat in pace
- 1800 Te Christe solum novimus, motet voor sopraan solo en orkest
- 1801 Te Deum para as Matinas da Assunção, voor gemengd koor en orgel
- 1801 Missa em si bemol maior
  1. Kyrie eleison
  2. Gloria in excelsis Deo
  3. Patrem omnipotentem
  4. Et incarnatus est
  5. Et in Spiritum Sanctum
  6. Sanctus
  7. Agnus Dei
- 1807 In Honorem Beatissimæ Maria Virginis, antífona voor gemengd koor, twee fluiten, twee trompetten, strijkers en orgel
- 1808 Missa de São Pedro de Alcântara
- 1808 Credo em Si bemol maior
- 1809 Judas mercator pessimus
- 1809 Lauda Sion
- 1809 Matinas de São Pedro
- 1809 Matinas da Ressurreição
- 1809 Missa de Réquiem
- 1809 Stabat Mater
- 1809 Te Deum das Matinas de São Pedro
- 1810 Magnificat das Vésperas de São José, voor gemengd koor en orgel
- 1810 Missa de Nossa Senhora da Conceição
- 1810 Novena de Santa Bárbara
- 1811 Ladainha de Nossa Senhora do Carmo
- 1811 Missa em Mi bemol maior
- 1811 Missa Pastoril
- 1813 Laudate Dominum omnes gentes, tekst: naar psalm 116
- 1813 Laudate pueri Dominum
- 1813 Missa Pequena & Credo Abreviado
- 1813 Matinas da Assunção
- 1814 Bendito e louvado seja para a festa do Santíssimo Sacramento, voor gemengd koor en orkest
- 1814 Novena do Apóstolo São Pedro
- 1815 Matinas do Apóstolo São Pedro
- 1815 Bendito e louvado seja para a Real Fazenda de Santa Cruz, voor gemengd koor en orkest
- 1816 Missa de Réquiem voor de Koningin Maria I van Portugal
- 1816 Ofício dos Defuntos de 1816
- 1817 Trezena de São Francisco de Paula
- 1818 Missa da festa de Nossa Senhora do Carmo
- 1818 Ladainha da Novena de Nossa Senhora do Carmo
- 1818 Novena de Nossa Senhora do Carmo
- 1818 Qui sedes & Quoniam
- 1818 Creator alme siderum, motet voor solisten, gemengd koor en orkest
- 1818 Tanquam aurum, motet voor gemengd koor en orkest
- 1820 Vésperas do Espírito Santo
- 1820 Missa Mimosa
- 1820 Credo em Dó Maior
- 1821 Laudamus Te
- 1821 Laudate Dominum
- 1821 Laudate pueri
- 1822 Ladainha da Novena do Sacramento
- 1822 Novena do Sacramento
- 1823 Missa Abreviada
- 1824 Ladainha do Coração de Jesus
- 1826 Missa de Santa Cecília
- Grande Missa em Fá Maior
- Immutemur habitur, motet voor gemengd koor
- Ladainha da Novena de São Joaquim
- Ladainha da Novena de Santíssima Tereza
- Matinas da Conceição
- Missa Breve em Dó Maior
- Missa em Fá para Nossa Senhora
- Ofício Fúnebre a 8 vozes
- Responsórios Fúnebres
- Segundas Vésperas dos Apóstolos
- Te Deum das Matinas da Conceição
- Veni Sancte Spiritus

### Toneelwerken
- 1808 Coro para o entremês
- 1809 O Triunfo da América, heroïsch drama - libretto: Dom Gastão Fausto da Câmara Coutinho
- 1809 Ulisséia, heroïsch drama - libretto: Dom Gastão Fausto da Câmara Coutinho
- 1817 Le Due Gemelle (De twee tweelingen), opera

### Liederen
- 1800 Beijo a mão que me condena
- 1800 Marília, se não me amas
- 1800 No momento da partida, meu coração t'entreguei

### Pedagogische werken
- 1821 Método de Pianoforte